# Abkommen von Cartagena (1969)
Das Abkommen von Cartagena vom 26. Mai 1969 ist die juristische Grundlage der Andenrechtsordnung, einer supranationalen Rechtsordnung, deren Vorbild das europäische Gemeinschaftsrecht ist.

## Andenrechtsordnung
Kennzeichnend für die Andenrechtsordnung ist die Zersplitterung ihrer grundlegendsten Normen in eine Vielzahl von Abkommen. Ursächlich für diese Unübersichtlichkeit sind die vielfältigen Modifizierungen, welchen das Recht der Andengemeinschaft in den letzten Jahrzehnten unterworfen worden ist. Hinzu kommt, dass die Modifizierungen zum Abkommen von Cartagena (AC) nicht nur durch entsprechende, als solche bezeichnete Änderungsprotokolle, wie etwa das Protokoll von Trujillo, sondern auch durch andere völkerrechtliche Verträge vorgenommen wurden. Ein Beispiel dafür ist der Vertrag über die Gründung des Andengerichtshofs (AGHV), der in seinen Rechtswirkungen teilweise auch einem Zusatzprotokoll zum AC gleicht. So lässt sich auch begründen, warum nicht das AC selbst, sondern der AGHV Aufschluss über die Rechtsquellen des Andengemeinschaftsrechts gibt. Nach seinem Art. 1 gehören zur Andenrechtsordnung:
a) Das Abkommen von Cartagena, seine Protokolle und ergänzende Instrumente,
b) Der AGHV,
c) Die Decisiones (dt. Entscheidungen) des Außenministerrates und der Comision (dt. Kommission) ,
d) Die Resoluciones (dt. Entschlüsse) des Generalsekretariats und
e) Die Abkommen zur Complementación Industrial (dt. Industrielle Ergänzung) und sonstige zwischen den Mitgliedstaaten
und im Rahmen des Andenintegrationsprozesses abgeschlossene Abkommen.
Mit seinen ersten vier Artikeln, wesentlicher Merkmale der Andenrechtsordnung betreffend, räumte der AGHV zehn Jahre nach Beginn des Andenintegrationsprozesses mit der Rechtsverwirrung auf, die sich aus der unvollständigen bzw. ungenauen, hauptsächlich von Ökonomen entworfenen ersten Fassung des AC ergeben hatte. Sein größtes Verdienst liegt in der Beseitigung der letzten Zweifeln an der noch näher zu erörternden supranationalen Natur des Andengemeinschaftsrechts und in der Klärung seines Verhältnisses zu den nationalen Rechtsordnungen. Dabei war der oben aufgeführte Katalog von nicht geringerer Bedeutung. So beseitigte die genaue Aufzählung der Rechtsquellen mehrere Ungereimtheiten im AC, wie etwa die Frage der Zugehörigkeit der Decisiones der Comision zur Andenrechtsordnung, was wegen des fehlenden Hinweises in Art. 21 AC im Gegensatz zur ausdrücklichen Aussage von Art. 17 AC hinsichtlich der Decisiones des Außenministerrates bislang ungeklärt geblieben war. Gleichzeitig trug der Rechtsquellenkatalog mit seinem Verzicht auf jegliche Verweisung auf das ALALC-System (ALALC sollte ursprünglich die erste lateinamerikanische Freihandelszone werden) dazu bei, das Andenrecht als eine neue, in sich geschlossene, allen Andenstaaten gemeinsame Rechtsordnung darzustellen.
Wie sein europäisches Vorbild, die Europäische Gemeinschaft, unterscheidet das Andengemeinschaftsrecht zwischen einer originären Rechtsquelle in Form der unter lit. a und lit. b aufgeführten völkerrechtlichen Verträge, genannt Primärrecht und einer aus ihr abgeleiteten Rechtsquelle in Gestalt der durch die Gemeinschaftsorgane erlassenen Rechtsakte, die als Sekundärrecht bekannt ist. Mit Ausnahme dieser typischen Klassifizierung zwischen Primär- und Sekundärrecht, die der Rechtsquellenkatalog gem. der Rechtsprechung des Andengerichtshofs (AGH) zumindest in Ansätzen wiederzugeben versucht, bleiben allerdings einige Fragen hinsichtlich des Verhältnisses der Rechtsquellen zueinander offen. Während sich im Hinblick auf AC und AGHV auf die Gleichrangigkeit völkerrechtlicher Verträge verweisen lässt, bleibt unklar, ob von einem Hierarchieverhältnis zwischen den Decisiones und den Resoluciones als dem Sekundärrecht zugehörige Rechtsakte auszugehen ist. Problematisch erweist sich ferner die rechtliche Einordnung der in lit. e erwähnten Abkommen. Kritisch anzumerken ist schließlich das Fehlen jeglicher Aussage im Katalog über andere anerkannte Rechtsquellen wie das Gewohnheitsrecht, die Rechtsprechung, die allgemeinen Rechtsgrundsätze, die Rechtslehre und vor allem das Völkerrecht. Dies bedeutet aber keinesfalls, dass diese Rechtsquellen nicht bei der Auslegung und der Anwendung des Andengemeinschaftsrechts berücksichtigt werden könnten, denn wie auch in der EG haben diese in Art. 249 EGV ebenso wenig aufgeführten Rechtsquellen nicht zuletzt dank der Rechtsprechung des Europäischen Gerichtshofs Eingang in das europäische Gemeinschaftsrecht gefunden.

### Das primäre Gemeinschaftsrecht
Hinsichtlich des Primärrechts ist auf die oben vorgenommene Untersuchung der Ziele und Mechanismen des AC sowie auf die Entwicklung seiner institutionellen Struktur seit Beginn des Integrationsprozesses zu verweisen.

### Das sekundäre Gemeinschaftsrecht
Zum Sekundärrecht der CAN gehören die Decisiones und die Resoluciones.

## Die Reform des Integrationsprozesses
Das Wiedererwachen des Integrationsgedanken in Lateinamerika im Zuge des Neuen Regionalismus hat zu neuen Formen der Integration sowohl bilateraler wie multilateraler Art geführt, aber auch bereits bestehende Integrationssysteme reaktiviert. Zu den neuentstandenen Integrationssystemen können Mercosur und die Gruppe der Drei gezählt werden. Integrationssysteme, die einen Neubeginn erfahren haben, sind der Mittelamerikanische Gemeinsame Markt, Caricom und die CAN. Den bereits erörterten neoliberalen wirtschaftspolitischen Kurs einschlagend, leitete die Andengruppe radikale Reformen der Mechanismen und Organe des Integrationssystems ein, um das langfristige Ziel der Errichtung eines andinen Binnenmarktes zu erreichen.

### Das Änderungsprotokoll von Quito
Das Protokoll von Quito vom 12. Mai 1987 und die Entscheidungen der Präsidentenräte in den Jahren 1989 bis 1991 nahmen tiefgreifende Änderungen am AC vor. Die neuverfasste Präambel zum AC mit ihrer Selbstverpflichtung zu den Prinzipien des Friedens, Gerechtigkeit, Solidarität und Demokratie und dem Ziel, einen gemeinsamen subregionalen und einen lateinamerikanischen Markt zu errichten, spiegelt diesen Richtungswechsel am besten wider. War die Andengruppe vor ihrer Unterzeichnung das Paradebeispiel eines protektionistischen, planwirtschaftliche Elemente enthaltenden Integrationsprozesses, so wandelte dieses Protokoll die Andengruppe in ein stärker marktwirtschaftlich orientiertes Integrationssystem um, das die Industrialisierung mit Hilfe der Exportwirtschaft und ausländischer Investitionen zu seinem Ziel erklärte. Die neuen Mechanismen zur Erreichung dieses Ziels waren die Liberalisierungsprogramme, der gemeinsame Außenzoll und die Harmonisierung der Wirtschaftspolitiken. Nicht übersehen wurde dabei die soziale Dimension der Integration, die seit Entstehung der Andengruppe im Mittelpunkt des Andenintegrationsprozesses stand. Angestrebt wurde gemäß Präambel und Art. 1 nämlich eine „ausgeglichene und harmonische Entwicklung“ der Mitgliedstaaten, was für einen Andenintegrationsprozess mit einem neuen sozialen Inhalt spricht. Die Errichtung eines gemeinsamen Marktes sollte ferner die Freizügigkeit von Arbeitskräften ermöglichen und somit neue Arbeitschancen für alle Bürger öffnen. Mitgetragen wurden die Reformen vom zunehmenden Engagement der Präsidenten der Mitgliedstaaten, die, in einem zu dieser Zeit noch nicht als Organ konstituierten Rat versammelt, die politische Lenkung des Integrationsprozesses übernahmen und damit die Comision als bis dahin höchstes Organ in seinen politischen Funktionen faktisch verdrängte. Die ursprünglich informellen Treffen der andinen Regierungschefs häuften sich ab 1988 und wurden gemäß einer Vereinbarung vom Februar 1989 zweimal im Jahr abgehalten. Sie erzielten binnen weniger Jahre bemerkenswerte Erfolge, wie den Beschluss eines Strategischen Entwurfs („Diseño Estratégico“) auf den Galápagos-Inseln am 17. Dezember 1989, der die Entwicklung der Andengruppe in den neunziger Jahren festlegen sollte. Der Entwurf legt zwei Hauptziele fest: die Konsolidierung des Andenwirtschaftsraumes und die externe Artikulierung der Andengruppe mit der Welt und insbesondere mit dem restlichen Lateinamerika. In den folgenden Präsidentenräten wurden die Fristen für die Errichtung der Freihandelszone und die Annahme eines gemeinsamen Zolltarifs verkürzt. So wurde am 5. Dezember 1991 anlässlich des VI. Andenpräsidentenrates die Akte von Barahona beschlossen, wonach die Freihandelszone noch 1992 in Kraft treten sollte, während der später anzunehmende gemeinsame Zolltarif festgelegt wurde. Behandelt wurden in dieser Zeit außer wirtschaftlichen Fragen auch Aspekte institutioneller Art. Das Protokoll von Quito erhob zunächst AGH und Andenparlament in den Status von Hauptorganen und schuf neue Hilfsorgane wie die Beratenden Arbeitgeber- und Arbeitnehmerräte neben anderen, die von der Comision eingerichtet werden mussten.

### Das Änderungsprotokoll von Trujillo
Am 10. März 1996 unterzeichneten die Regierungschefs der Andenstaaten in der peruanischen Stadt Trujillo ein Protokoll zum AC, das hauptsächlich mehrere Änderungen an dessen die Organstruktur der Andengruppe regelnde Kapitel II vornahm. Das Protokoll von Trujillo schuf dabei die Gemeinschaft Andiner Nationen (Comunidad Andina de Naciones) oder kurz Andengemeinschaft, die nunmehr gemäß Art. 48 AC mit Völkerrechtssubjektivität ausgestattet ist. Die neue Bezeichnung wurde in Anlehnung an das europäische Vorbild gewählt und sollte die Absicht der Mitgliedstaaten hervorheben, eine Gemeinschaft von Nationen zu gründen, die in der Lage wäre, den Andenintegrationsprozess über den Bereich der bloßen wirtschaftlichen Zusammenarbeit hinauszuführen. Die Erreichung der wirtschaftsrechtlichen Integrationsformen der Freihandelszone und der Zollunion sollten keine Ziele für sich selbst sein, sondern Mitteln zur Erreichung einer höheren Stufe der Integration sein. Dies beweist zunächst eine systematische Auslegung des AC, das hinter den Integrationszielen in Art. 1 AC die als Integrationsmechanismen bezeichnete Instrumente der Handelsliberalisierung und des gemeinsamen Außenzolls aufführt. Zeugnis dieser Absicht legt aber auch die bereits erwähnte soziale Dimension der Andenintegration ab. Mit der Behandlung sozialer Themen sollte nach den Vorstellungen der Unterzeichnerstaaten auf eine stärkere Beteiligung der Gesellschaft am Integrationsprozess hingewirkt werden, die ihm die nötige demokratische Legitimation verschaffen würde, um das langfristige höhere Ziel einer politischen Integration zu erreichen. Dieser Wesenszug des Andenintegrationsprozesses ermöglicht es, ihn dem europäischen Integrationsmodell zuzuordnen, das auf eine Restrukturierung der Gesellschaft gerichtet ist und sich zu diesem Zweck der wirtschaftlichen Zusammenarbeit bedient. In institutioneller Hinsicht wurde das noch näher zu untersuchende Andenintegrationssystem (AIS) eingerichtet, das sich aus den Integrationsprozess steuernden Organen und Institutionen zusammensetzt. Die Aufgabe des AIS besteht gemäß Art. 7 AC darin, für eine effektive Koordinierung der Arbeit der Organe zu sorgen, um den Andenintegrationsprozess voranzutreiben und seine externe Artikulierung zu ermöglichen. Politisch gesteuert wird das AIS vom Andenpräsidentenrat, der sich seit Ende der achtziger Jahre zur maßgebenden politischen Lenkungskraft herangewachsen war. Konsequenterweise wurde diesem Umstand durch seine Eingliederung als höchstes Organ durch das Änderungsprotokoll Rechnung getragen, womit die Tätigkeit des Andenpräsidentenrates eine Rechtsgrundlage erhielt. An Einfluss somit verloren hat die aus den Ministern für Wirtschaft, Handel und Integration zusammengesetzte Comision, da sie nicht nur rechtlich von ihrer bisherigen Stellung als höchstes Organ verdrängt wurde, sondern weil sie nunmehr die Rechtsetzungskompetenz mit dem Außenministerrat teilt. Ebenfalls verliert die Comision zugunsten des anderen Organs die Außenvertretungsbefugnis und das Recht, den Generalsekretär zu wählen und Anweisungen an ihn zu erteilen. Des Weiteren vollzieht sich die Umwandlung der Junta von einem technischen zu einem Exekutivorgan hin, dass die Bezeichnung „Generalsekretariat“ tragen wird. Um die Aufgaben eines Exekutivorgans zu erfüllen, wozu das Generalsekretariat berufen sein wird, werden Änderungen an dessen inneren Struktur vorgenommen, etwa durch die Ersetzung der drei Mitglieder der Junta durch die Figur des Generalsekretärs und der ihm unterstehenden Direktoren. Trotz seiner begrenzten rechtlichen Befugnisse werden an die Figur des Generalsekretärs, welche der des Präsidenten der Europäischen Kommission nachempfunden ist und gemäß Art. 32 II AC „eine Persönlichkeit mit hoher Repräsentanz und anerkannt hervorragendem Ansehen sein soll“, hohe Erwartungen gesetzt. Ihm soll nach den Vorstellungen der Regierungen der Mitgliedstaaten vor allem eine vereinende, repräsentative Funktion innerhalb des Integrationssystems zukommen. Eine Vertretungsbefugnis für die CAN als Ganzes gegenüber Drittstaaten oder anderen internationalen Organisationen besitzt der Generalsekretär jedoch nicht. Das Protokoll von Trujillo trat am 3. Juni 1997 in Kraft, nachdem alle Ratifikationsurkunden beim Generalsekretariat hinterlegt worden waren, und wurde durch Decision 406 der Comision zwecks Veröffentlichung im Gesetzblatt der CAN kodifiziert.

### Das Änderungsprotokoll von Cochabamba
Kurze Zeit nach der Unterzeichnung des Protokolls von Trujillo wurde in der bolivianischen Stadt Cochabamba am 18. Mai 1996 der AGHV durch ein Änderungsprotokoll modifiziert. Dabei wurden dem AGH zusätzliche Rechtsprechungskompetenzen durch eine Erweiterung des Klagesystems übertragen. Seitdem sind Streitverfahren zwischen Organen und Privatpersonen möglich. Auch neue Klagearten wie die Untätigkeits- und Beamtenklage kamen hinzu wie auch andere, noch näher zu erörternde Verbesserungen bereits bestehender Verfahrensarten wie Nichtigkeitsklage, Vertragsverletzungs- und Vorabentscheidungsverfahren. Beabsichtigt mit dieser Reform wurde sowohl eine Stärkung dieses Rechtsprechungsorgans im institutionellen Gefüge der Gemeinschaft wie auch eine Erleichterung des Zugangs für natürliche Personen.

### Das Änderungsprotokoll von Sucre
Noch vor Veröffentlichung der Decision 406 wurde auf dem I Erweiterten Außenministerrat der CAN in Quito am 25. Juni 1997 das Änderungsprotokoll von Sucre unterzeichnet. Entgegen der Bedenken einiger Autoren über die Rechtmäßigkeit dieses Verfahrens verstieß diese Vorgehensweise jedoch nicht gegen das Änderungsverfahren des AC, das als Voraussetzung für sein Inkrafttreten neben der Zustimmung der Mitgliedstaaten gemäß ihren verfassungsrechtlichen Bestimmungen nur die bereits als Rudiment zu betrachtende Kompatibilitätserklärung des AC mit den Grundsätzen und Zielen des ALALC und Resolucion 203, nicht aber die Veröffentlichung im Gesetzblatt vorsieht. Die ebenso wenig von Art. 152 AC geforderte, aber häufig vorgenommene Kodifikation der Protokolle durch Decisiones zwecks Veröffentlichung würde unter diesen Umständen lediglich deklarativen Charakter besitzen, was auch mit der Natur dieser Organakte zu erklären ist. Decisiones als Organakte müssen nämlich nicht immer auf die Herbeiführung von Rechtsfolgen gerichtet sein, sondern können, wie noch zu untersuchen sein wird, auch andere Funktionen erfüllen. Hatte das Protokoll von Quito neue Ziele und Mechanismen für den Andenintegrationsprozess etabliert und das Protokoll von Trujillo die nötigen institutionellen Reformen vorgenommen, um die Herausforderungen des Regionalismus in der heutigen Zeit zu bewältigen, so ergänzt das Protokoll von Sucre diese Entwicklung, indem es neue Fristen für die Errichtung der Zollunion setzt und die Integration auf den Bereich der Dienstleistungen ausdehnt. Im Hinblick auf die Errichtung eines Andinen Binnenmarktes wird nämlich ein neues Kapitel ins AC aufgenommen, das die Comision zum Erlass von Normen zur Liberalisierung des Dienstleistungssektors berechtigt. Das Protokoll von Sucre erweiterte die Kompetenzen dieses Organs, indem es ihr ebenfalls Rechtsetzungsbefugnisse im Bereich der sozialen Entwicklung, etwa bei der Schaffung von Bildungsprogrammen oder der Anerkennung von Hochschulabschlüssen zum Zwecke der Förderung des Dienstleistungsverkehrs übertrug. Beseitigt werden zudem Normen, die auf das bereits verwirklichte Liberalisierungsprogramm für den Warenverkehr hinwiesen. Von besonderer Bedeutung für die externe Artikulation der CAN als weiteres wichtiges Ziel des Integrationsprozesses ist die Übertragung von Kompetenzen an den Außenministerrat und die Comision im Bereich der Außenbeziehungen, womit sich eine Umwandlung der CAN von einem nach innen zu einem nach außen gewandten Integrationssystem, ähnlich der EU, vollzieht. Die neuen Kompetenzen umfassen Materien, die von gemeinschaftlichem Interesse sind, wie etwa die Entwicklung einer Strategie für die politische, soziale und wirtschaftliche Integration mit anderen regionalen Wirtschaftsblöcken, die Koordinierung gemeinsamer Positionen auf internationalen Foren wie der WTO oder bei den Verhandlungen zur FTAA. Festzustellen ist jedoch die teilweise Überschneidung der zu regelnden Materien, die eine klare Abgrenzung der Zuständigkeiten beider Organe erschweren könnte. Als problematisch könnte sich in Zukunft der Bereich der gemeinsamen Handelspolitik erweisen, denn während dem Außenministerrat gemäß Art. 16 AC eine allgemeine Kompetenz für die Außenbeziehungen zuzustehen scheint, besitzt die Comision gemäß Art. 22 a) eine spezielle Kompetenz für den Bereich des Handels und der Investitionen. Angesichts der Tatsache, dass der Außenhandel für einen nach außen gewandten Wirtschaftsblock einen umfassenden und wichtigen Sektor darstellt, besteht die Gefahr einer Konkurrenz zwischen beiden Organen, die zusätzlich dadurch verstärkt werden könnte, dass Art. 16 d) AC ausschließlich dem Außenministerrat eine Vertragsabschlusskompetenz zuweist. Diese alleinige Kompetenz gibt dem Außenministerrat somit das letzte Wort im Außenvertragsrecht der CAN, so dass die Comision zwangsläufig auf eine Zusammenarbeit mit ihm angewiesen ist, wenn sie ihre eigenen handelspolitischen Vorhaben verwirklichen will. Trotz der Bezeichnung der Organisation als Andengemeinschaft, was ein geographisch geschlossenes System vermuten lässt, war ihr Gründungsvertrag gemäß Art. 151 AC vom Anfang an für den Beitritt weiterer lateinamerikanischer Staaten offen. Vor dem Protokoll von Sucre nicht vorgesehen war dagegen die Assoziierung von Drittstaaten. Dem Antrag Panamas auf eine Assoziierung wurde durch die Aufnahme eines neuen Kapitels über die Behandlung assoziierter Staaten Rechnung getragen. Danach wird dieser Status auf Vorschlag der Comision, nach Anhörung des Generalsekretariats und der anderen Organe und Institutionen vom Außenministerrat durch Decision solchen Staaten gewährt, die ein Freihandelsabkommen vereinbaren und einen entsprechenden Antrag stellen. Die vom Außenministerrat erlassene Decision legt die Teilnahme des assoziierten Staates an den Organen und Institutionen sowie die Rechtsbeziehungen zwischen diesem und den Mitgliedstaaten der CAN fest.